# Les Dollars des sables
Pour plus de détails, voir Fiche technique et Distribution.
Les Dollars des sables (Dólares de arena) est un film dominico-argento-mexicain réalisé par Laura Amelia Guzmán (es) et Israel Cárdenas (es), sorti en 2014 en avant-première mondiale au Festival international du film de Toronto 2014.

## Synopsis
Sur les plages de Las Terrenas, petite ville de bord de mer de la République dominicaine, Noeli, une jeune prostituée, fait la connaissance d'une nouvelle cliente, Anne, une française d'âge mûr. Leur relation, d'abord basée sur l'argent, va vite laisser la place à des sentiments plus profonds, au point qu'Anne va lui proposer d'aller vivre à deux à Paris. Noeli abandonnera-t-elle son petit ami pour une vie meilleure en Europe aux côtés d'Anne ?

## Fiche technique
- Titre : Les Dollars des sables
- Titre original : Dólares de arena
- Réalisation : Laura Amelia Guzmán (es) et Israel Cárdenas (es)
- Scénario : Israel Cardenas et Laura Amelia Cardenas
- Photographie : Israel Cardenas et Jaime Guerra
- Montage : Andrea Kleinman
- Costumes : Laura Guerrero
- Musique : Ramon Cordero, Benjamin de Menil et Edilio Paredes
- Producteur : Laura Amelia Guzman, Israel Cardenas, Benjamin Domenech, Santiago Gallelli, Matias Roveda et Pablo Cruz
  - Producteur délégué : Linel Hernandez et Desirée Reyes
  - Producteur exécutif : Gabriel Tineo, Eddy Guzman, Sylvia Conde, Monica de Moya et Julian Levin
- Société de production : Canana Films, Rei Cine, Foprocine et CONACULTA
- Distributeur : Tucuman Films
- Pays d'origine :  République dominicaine,  Argentine et  Mexique
- Genre : Drame
- Durée : 85 minutes (1 h 25)
- Dates de sortie :
  -  États-Unis : 12 octobre 2014
  -  France : 26 août 2015

## Distribution
- Geraldine Chaplin : Anne
- Yanet Mojica : Noeli
- Ricardo Ariel Toribio : Yeremi
- Bernard BizelLe : le Français
- Maria Gabriella Bonetti : Goya
- Ramón Cordero : le chanteur
- Yanmarco King Encarnación
- Hoyt Rogers: Thomas